# Marcelline Mkegne
Marcelline Mkegne es una deportista camerunesa que compitió en judo. Ganó una medalla de bronce en el Campeonato Africano de Judo de 1998 en la categoría abierta.

## Palmarés internacional
| Campeonato Africano | Campeonato Africano | Campeonato Africano | Campeonato Africano |
| Año                 | Lugar               | Medalla             | Categoría           |
| ------------------- | ------------------- | ------------------- | ------------------- |
| 1998                | Dakar (Senegal)     | Medalla de bronce   | Abierta             |